# Covone

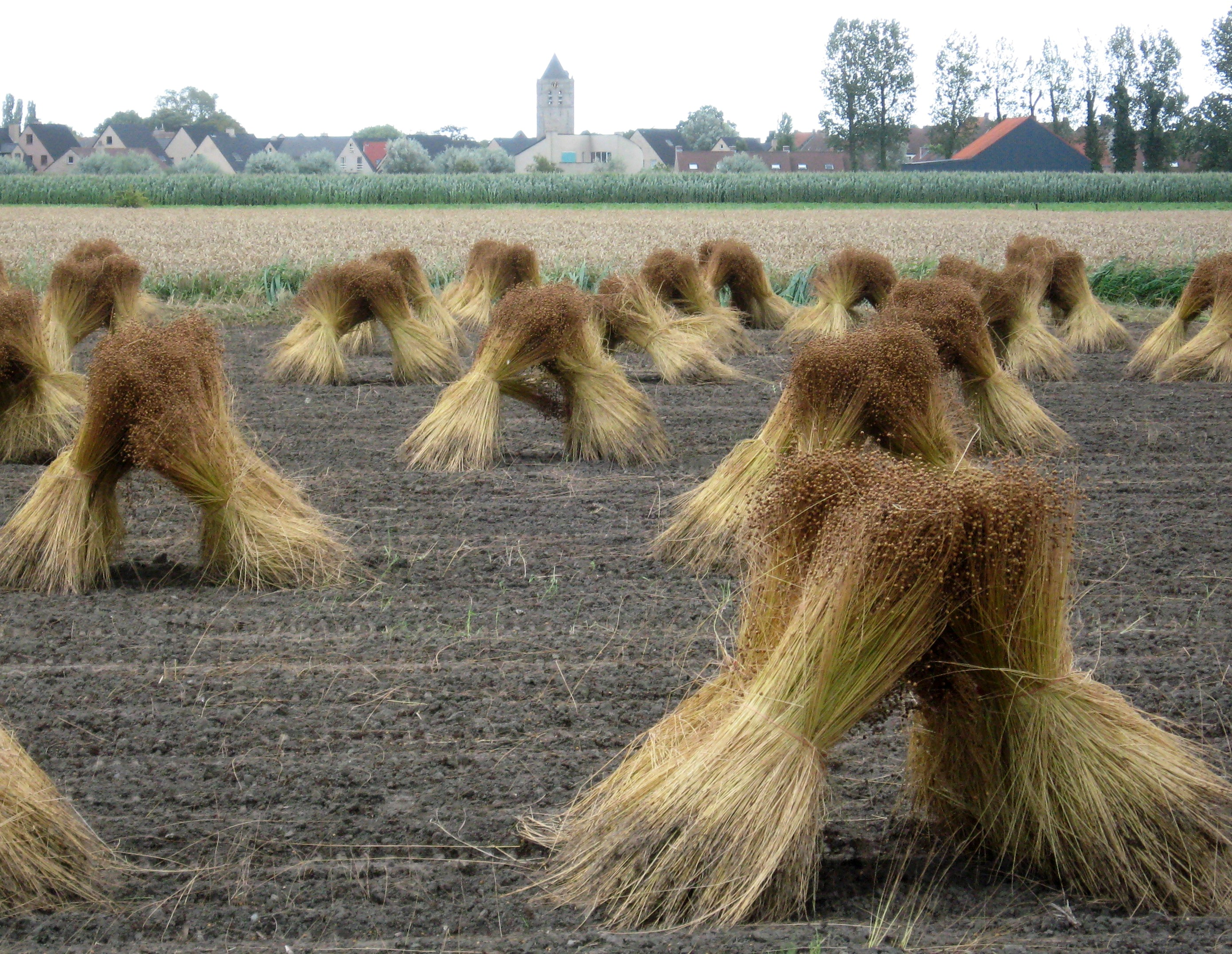

Il covone (generalmente inteso come di grano) è un fascio di steli di grano falciati alla base, con in sommità le spighe. Il termine deriva probabilmente dal latino cavus, vuoto, incavato.

## Caratteristiche

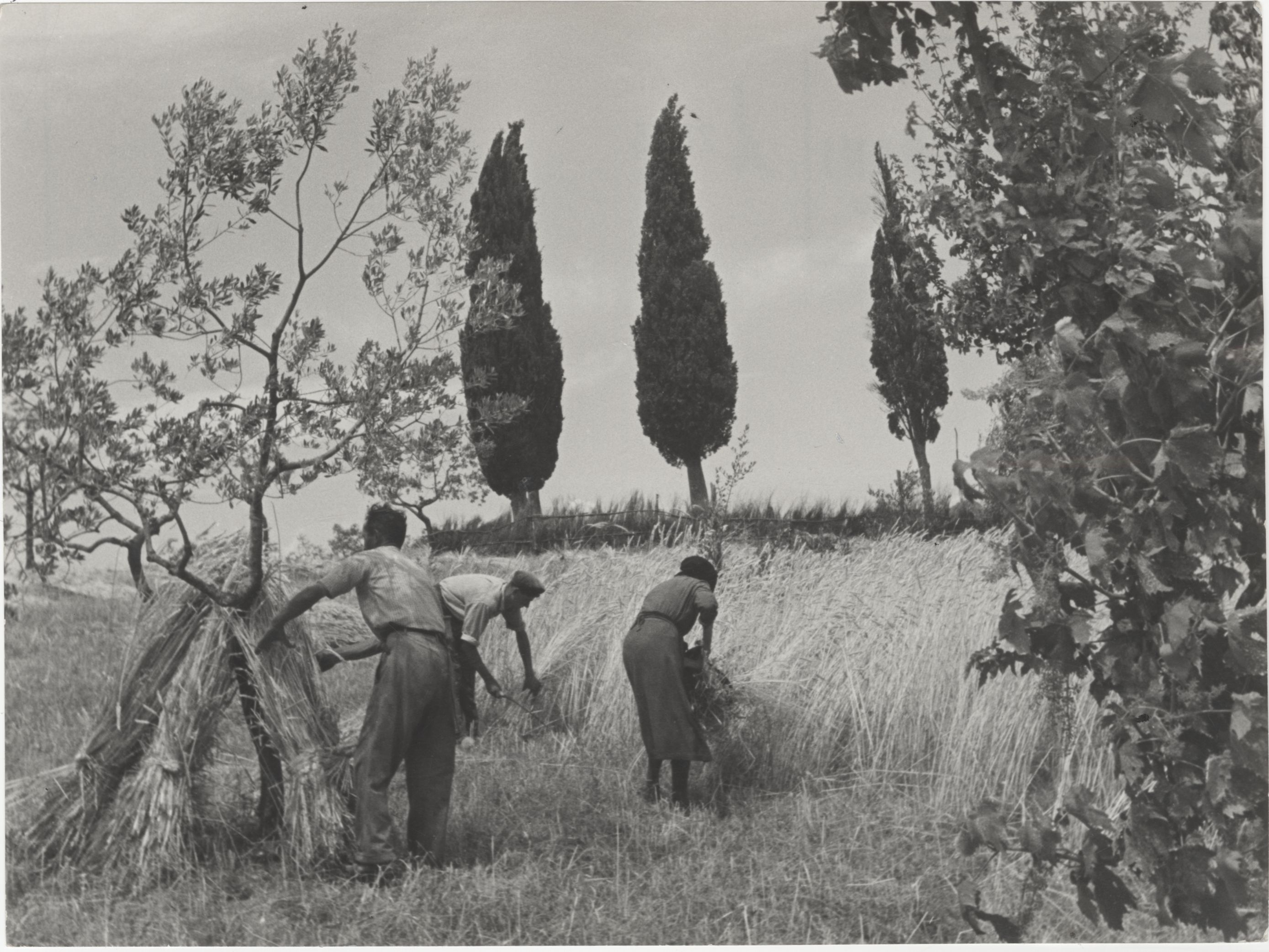
Creazione di covoni di grano

Nella raccolta tradizionale i piccoli fasci o mannelli di steli di grano, trattenuti mentre sono recisi dalla falce, sono raccolti in fascio più grande; tale fascio è legato ed ha la dimensione adatta per poterlo trasportare a mano. Nella prima fase è mantenuto eretto per permettere la risalita della linfa e l'essiccazione dello stelo, poi i covoni vengono impilati con le spighe in posizione arieggiata per permettere l'essiccazione della granella. Successivamente i covoni vengono passati alla trebbiatura.
Allo scopo di ridurre le spese di movimentazione si adottano attualmente sistemi meccanizzati con mietitrebbiatrici integrate che provvedono al taglio e trebbiatura degli steli ed al distacco immediato della granella.